# Andrzej Piątkowski
Andrzej Piątkowski   (Varsòvia, 22 d'octubre de 1934 - Varsòvia, 11 de juny de 2010) fou un tirador d'esgrima polonès, especialista en sabre, que va competir durant les dècades de 1950 i 1960.
El 1956 va prendre part en els Jocs Olímpics d'Estiu de Melbourne, on guanyà la medalla de plata en la prova de sabre per equips del programa d'esgrima. Quatre anys més tard, als Jocs de Roma, va revalidar la medalla de plata en la prova del sabre per equips. El 1964, a Tòquio, disputà els seus tercers Jocs Olímpics. En ells guanyà la medalla de bronze en la competició de sabre per equips, mentre en la de sabre individual quedà eliminat en sèries.
En el seu palmarès també destaquen sis medalles al Campionat del Món d'esgrima, tres d'or, una de plata i dues de bronze, entre les edicions de 1954 i 1963, així com tretze campionats polonesos, un individual (1966) i dotze per equips (1956 a 1966 i 1968).